# Railtrans International

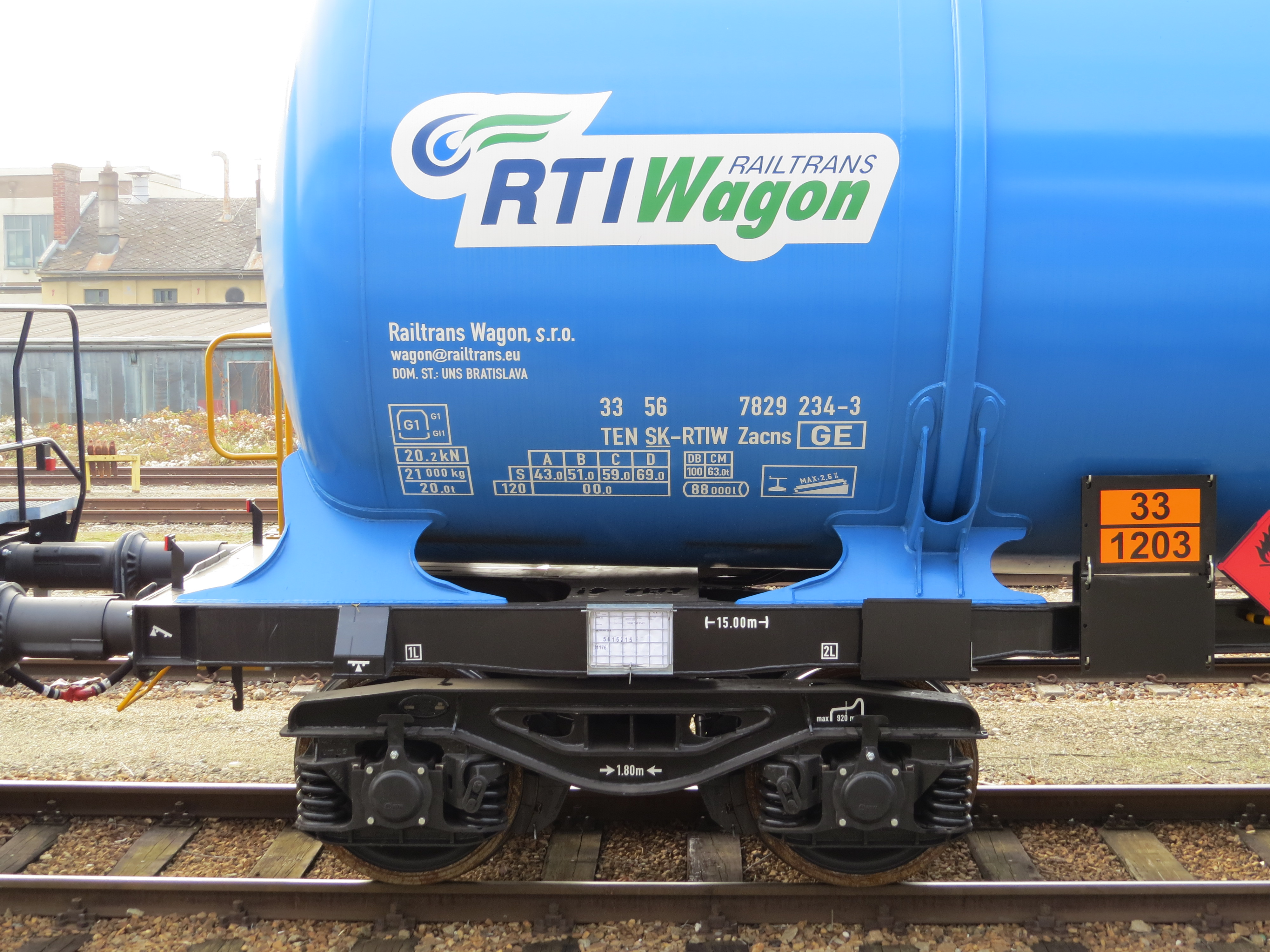
RTI Kesselwagen

Die Railtrans International a.s. ist ein slowakisches Eisenbahnunternehmen mit Sitz in Bratislava. Die Fahrzeughalterkennzeichnung ist RTI.
RTI betreibt Schienengüterverkehr. Das Haupttransportgut sind Kraftstoffe. Im Jahr 2022 lag der Umsatz bei 113 Mio. EUR.

## Geschichte
RTI wurde 2011 als Railtrans International s.r.o. gegründet. 2014 wurde das Tochterunternehmen Railtrans Wagon gegründet.

## Fuhrpark
RTI verfügt über acht Lokomotiven der Baureihe 242 und je zwei Lokomotiven der Baureihen 240, 383 und 742.